# Мозаичная плитка

Эта форма апериодической мозаики Пенроуза имеет две мозаичные плитки: широкий ромб (показан синим на рисунке) и узкий ромб (показан зелёным)

В математике мозаичная плитка — одна из форм плитки в замощении.

## Определение
Замощении плоскости или любого другого пространства — это покрытие пространства замкнутыми формами, называемыми плитками, которые имеют непересекающиеся внутренности . Некоторые плитки могут быть конгруэнтны одной или нескольким другим. Если S — набор плиток в замощении, набор форм R называется набором мозаичных плиток, если никакие две фигуры в R не конгруэнтны друг другу, и каждая плитка в S конгруэнтна одной из фигур в R
Для плитки можно выбрать много различных наборов мозаичных плиток: перемещение или вращение любой из мозаичных плиток дает другой действительный набор мозаичных плиток. Однако каждый набор мозаичных плиток имеет одинаковую мощность, поэтому количество мозаичных плиток хорошо определено. Мозаика называется моноэдральной, если она имеет ровно одну мозаичную плитку.

## Апериодичность

Мозаика, которая не повторяется и использует только одну форму Смита и др.

Набор мозаичных плиток называется апериодическим, если каждая мозаика с этими мозаичными плитками является апериодической. В марте 2023 года четыре исследователя, Дэвид Смит, Джозеф Сэмюэл Майерс, Крейг С. Каплан и Хаим Гудман-Стросс объявили об открытии апериодической моноэдрической мозаичныой плитки (моноплитки)
В более высоких измерениях проблема решена: плитка Шмитта-Конвея-Данцера является мозаичныой плиткой моноэдральной апериодической мозаики трёхмерного евклидова пространства и не может периодически замощать пространство.